# Temporada 2007-2008 de l'EC Granollers
Amb tècnic nou i una plantilla completament renovada respecte a l'any anterior (només continua el capità Álex Pérez) l'Esport Club Granollers es retroba amb la Preferent 17 anys després. L'equip acaba invicte la pretemporada però les bones vibracions es dilueixen al darrer tram de la lliga tot i mantenir-se sempre prop de les dues places d'ascens.

## Fets destacats
2007
- 30 d'agost: s'inaugura la nova gespa artificial al Municipal del Carrer Girona, costejada per l'Ajuntament amb un pressupost de 150.000 euros. L'anterior datava del 1998.[1][2][3][4][5]

2008
- 20 de gener: en el partit contra l'FC L'Escala, Valentín aconsegueix el gol més ràpid de la lliga, als deu segons d'haver-se iniciat el matx.[6][7]
- 7 d'abril: signat un conveni de col·laboració amb el FC Barcelona pel qual aquest rep tracte preferencial sobre el futbol base granollerí a canvi de l'ús d'instal·lacions blaugranes.[8][9]
- 20 d'abril: el porter suplent Carles García és agredit per un seguidor visitant durant els aldarulls en el derbi contra el Club Bellavista Milan.[10][11][12][13]

## Plantilla
| Núm. | Pos. |                | Jugador                              | Procedència               | Temporada |
| ---- | ---- | -------------- | ------------------------------------ | ------------------------- | --------- |
|      | POR  | Brasil         | Allan Patrick Cabral Cipriani        | CE Sant Celoni            | 2007-2008 |
|      | POR  | Catalunya      | Carles García Sánchez                | CF Sant Pere de Vilamajor | 2007-2008 |
|      | DEF  | Catalunya      | Luis Diéguez Bolsico 'Lucho'         | UDA Gramenet B            | 2007-2008 |
|      | DEF  | Catalunya      | Arnau Maldonado García               | Club Bellavista Milan     | 2007-2008 |
|      | DEF  | Catalunya      | Pedro Navarro Puntas                 | Club Bellavista Milan     | 2007-2008 |
|      | DEF  | País Basc      | Xabier Artazkoz García 'Vasco'       | UE Caprabo Europa B       | 2007-2008 |
|      | DEF  | Catalunya      | Gerard Rosés Terrón                  | UE Vilassar de Mar        | 2007-2008 |
|      | DEF  | Austràlia      | David Ruiz Martínez 'Pitu'           | CE Júpiter                | 2007-2008 |
|      | DEF  | Catalunya      | Carlos Sánchez Vázquez               | juvenil                   | 2007-2008 |
|      | DEF  | Catalunya      | Pere Fitó Prat                       | Club Bellavista Milan     | 2007-2008 |
|      | DEF  | Argentina      | Javier Iván Alegre Pérez             | sense equip               | 2007-2008 |
|      | DEF  | Catalunya      | Alfonso Antonio Marín Moyano         | UA Horta                  | 2007-2008 |
|      | MIG  | Catalunya      | Alejandro Pérez Quesada              | FC Cardedeu               | 2006-2007 |
|      | MIG  | Catalunya      | Óscar Clavijo Gómez                  | Club Bellavista Milan     | 2007-2008 |
|      | MIG  | Catalunya      | Juan Cuadros Camacho                 | UE Canovelles             | 2007-2008 |
|      | MIG  | Catalunya      | Juan Carlos Gavilán Rodríguez        | FC Palau                  | 2007-2008 |
|      | MIG  | Catalunya      | Juan Carlos Pérez Cruz 'Carlitos'    | CE Santa Eulàlia          | 2007-2008 |
|      | MIG  | Catalunya      | Dídac Moreno Balagueró               | juvenil                   | 2006-2007 |
|      | DAV  | Catalunya      | Valentín Fuentes Moreno              | UE Rubí                   | 2007-2008 |
|      | DAV  | Catalunya      | Alberto Espada Laguna                | CF Les Franqueses         | 2007-2008 |
|      | DAV  | Catalunya      | Carlos Javier López Cazorla          | CE Sant Celoni            | 2007-2008 |
|      | DAV  | Illes Canàries | José Manuel Cabrera Guedes 'Canario' | UDA Gramenet B            | 2007-2008 |
|      | DAV  | Catalunya      | Alberto Fábrega Medina               | juvenil                   | 2007-2008 |
|      | DAV  | Catalunya      | Juan Antonio Justicia López 'Juanan' | juvenil                   | 2007-2008 |

Altres jugadors utilitzats a la pre-temporada: Carlos César Martín Cantabella. 

Llegenda:  ·   Capità  ·   Juvenil  ·   Lesionat  ·   Altes  ·   Passaport europeu  ·   Extracomunitari  ·   Extracomunitari sense restricció
| Baixes 2006-2007                    | Destinació                |
| Carlos Romo Melguizo                | Club Bellavista Milan     |
| Aimar Moratalla Botifoll            | CF Peralada               |
| Víctor Ruiz Palacios                | UDA Gramenet B            |
| Mario López Soler                   | UE Vic                    |
| Aniceto Zorzano Sánchez             | UE Vic                    |
| Marc Fortuny Muñoz                  | FC Palau                  |
| Augusto Campos Parrilla 'Agus'      | CE Vilassar de Dalt       |
| David Gómez Gómez 'Chino'           | UE Poble Sec              |
| Francisco Manuel Carrasco López     | CE Binèfar                |
| Javier Iván Alegre Pérez            | sense equip               |
| Francisco Sánchez Bohórquez 'Siscu' |                           |
| Ricard Fargas Roger 'Ricky'         |                           |
| Èric Martínez Ibáñez                | UE Castellar              |
| Gerard Alcántara Martorell          |                           |
| Noel Rodó Alonso                    |                           |
| Cristian Hernández Montes           | UE Figueres → CE Castelló |
| Daniel Cuevas Quirós                | FC Palau                  |
| Marcelo Sebastián Villegas          | CF Les Franqueses         |
| Carlos Almirante Cupido             |                           |
| Dayan Barrera Mitjans               |                           |
| Jordi Isern Roca                    | FC Andorra                |
| Xavier Costa Travé                  | AE Guíxols B              |
| Roger Matamala Font                 | FC Barcelona → CF Gavà    |

| Baixes 2007-2008           | Destinació |
| David Ruiz Martínez 'Pitu' | FC Palau   |

| Jornades | 01 | 02 | 03 | 04 | 05 | 06 | 07 | 08 | 09 | 10 | 11 | 12 | 13 | 14 | 15 | 16 | 17 | 18 | 19 | 20 | 21 | 22 | 23 | 24 | 25 | 26 | 27 | 28 | 29 | 30 | 31 | 32 | 33 | 34 | Sumatoris       | PJ | GM | GE | TG  | TV | PS   |
| --- | --- | --- | --- | --- | --- | --- | --- | --- | --- | --- | --- | --- | --- | --- | --- | --- | --- | --- | --- | --- | --- | --- | --- | --- | --- | --- | --- | --- | --- | --- | --- | --- | --- | --- | --------------- | -- | -- | -- | --- | -- | ---- |
| Arnau | - | 6 | 7 | 7 | 7 | 7 | 8 | 6 | 7 | 7 | 8 | | 8 | 7 | 7 | 6 | 5 | 6 | 7 | 5 | 7 | 7 | 5 | 6 | 6 | 7 | 7 | 7 | 6 | 7 | 5 | 7 | 5 | 6 | Arnau           | 33 |    |    | 17  | 2  | 209  |
| Valentín | 7 | - | 9 | 7 | 7 | 6 | 7 | 6 | 6 | 6 | 9 | 7 | 9 | 8 | 7 | 6 | 7 | 5 | 7 | 5 | - | 7 | 5 | 6 | 9 | 8 | 7 | 6 | 5 | 6 | | | - | - | Valentín        | 32 | 10 |    | 8   |    | 190  |
| Óscar | 6 | - | 8 | 7 | 7 | | 9 | 6 | 6 | 8 | 7 | 8 | 7 | 6 | 7 | 6 | 6 | 6 | 6 | 6 | 7 | 7 | 5 | 6 | 8 | 7 | | 5 | 5 | 7 | 6 | 7 | 7 | 7 | Óscar           | 32 | 1  |    | 8   | 1  | 206  |
| Allan | 8 | 7 | 8 | 6 | 7 | 5 | 7 | 9 | 6 | 8 | 8 | 10 | 9 | 6 | | 7 | 6 | 6 | 5 | 6 | 8 | 7 | 6 | 6 | 6 | 7 | 6 | 8 | 7 | 6 | 7 | 8 | - | | Allan           | 32 |    | 39 | 3   | 1  | 216  |
| Carlos López | - | | 7 | 5 | 7 | 6 | 6 | 6 | 7 | 8 | 9 | 7 | 8 | 8 | 8 | 6 | 6 | 8 | 6 | 8 | 8 | 7 | 5 | 6 | 6 | 8 | 6 | 6 | 8 | 7 | 5 | 9 | | | Carlos López    | 31 | 9  |    | 7   |    | 207  |
| Fábrega | 6 | 7 | 6 | 9 | 7 | 6 | 6 | 7 | 6 | 7 | 7 | - | - | - | 7 | 7 | 8 | 7 | | 7 | 8 | - | 6 | 6 | - | 7 | 5 | - | | | 6 | 8 | 9 | 7 | Fábrega         | 31 | 8  |    | 1   |    | 172  |
| Lucho | | 7 | 7 | 7 | 7 | 6 | 7 | 6 | 5 | 6 | 7 | 6 | - | 6 | 8 | 6 | 5 | 5 | 5 | 6 | 7 | 7 | 5 | 6 | 7 | 6 | 5 | 5 | 6 | 6 | | | | 6 | Lucho           | 30 | 2  |    | 18  | 3  | 178  |
| Àlex Pérez | - | 5 | 8 | 7 | 6 | 7 | 7 | 6 | 8 | 8 | 9 | 7 | 8 | 7 | 9 | 7 | 6 | 8 | 6 | | | | | | 8 | 7 | 6 | 5 | 6 | 6 | | | 7 | 6 | Àlex Pérez      | 27 | 7  |    | 4   | 1  | 180  |
| Espada | 6 | 7 | 8 | 7 | | 6 | 7 | | 6 | 8 | 6 | 7 | 7 | 6 | 8 | 7 | - | - | 7 | 6 | 8 | 7 | | 6 | 8 | 7 | - | | | | 6 | 7 | | | Espada          | 26 | 9  |    | 8   |    | 158  |
| Gavilán | 8 | 5 | | | 6 | 6 | 6 | 7 | | 6 | 7 | 7 | 8 | 6 | | - | 5 | | - | - | - | 7 | 6 | 6 | 7 | - | 5 | | 7 | 4 | | | 6 | 6 | Gavilán         | 26 | 2  |    | 2   | 1  | 131  |
| Vasco | 8 | | 6 | 6 | 6 | 6 | 7 | 6 | 6 | 6 | 6 | 9 | 6 | 7 | 7 | 7 | 5 | 6 | 6 | 6 | 8 | 7 | 5 | | | | | | | | 6 | 8 | 7 | 6 | Vasco           | 26 |    |    | 7   | 1  | 169  |
| Dídac | - | - | - | | | | 6 | 6 | - | - | - | | 8 | | | 6 | 6 | 6 | 6 | 6 | 7 | - | 5 | - | 7 | 7 | | | | 5 | 7 | 8 | 7 | 6 | Dídac           | 25 | 1  |    | 3   |    | 109  |
| Cuadros | 8 | 6 | 6 | 5 | 7 | 7 | 7 | 4 | | | | | 7 | - | 6 | 6 | 6 | 5 | | 5 | 7 | 7 | 5 | 6 | | | | | 7 | 7 | 6 | - | 5 | 6 | Cuadros         | 25 |    |    | 10  | 4  | 141  |
| Canario | 8 | 5 | | - | 6 | 6 | | | | | | - | - | 6 | - | - | | | - | - | 7 | 7 | 5 | - | - | | - | 7 | 5 | 7 | 5 | | 6 | 6 | Canario         | 24 | 3  |    | 3   | 1  | 86   |
| Fitó | | | | | | | | | | 6 | 6 | 8 | 7 | 7 | 8 | 6 | - | - | - | 5 | - | | - | 6 | 6 | 7 | 5 | 6 | 5 | - | 5 | - | - | 6 | Fitó            | 24 |    |    | 4   | 1  | 99   |
| Carlos Sánchez | 7 | 6 | - | 4 | | 5 | | - | 6 | 8 | 7 | | | - | - | | - | | - | - | 7 | | | | | | | 6 | 6 | 4 | - | 7 | 7 | 7 | Carlos Sánchez  | 22 | 1  |    | 4   |    | 87   |
| Gerard Rosés | 7 | 6 | 7 | 7 | 6 | 5 | | 6 | 6 | | | 9 | 9 | 6 | 7 | 6 | 7 | 7 | 6 | 6 | | | | | - | 7 | 6 | | | | | | | | Gerard Rosés    | 20 |    |    | 13  | 2  | 126  |
| Alegre | | | | | | | | | | | | | | | | | | | | | | 7 | 5 | 6 | 6 | 7 | 6 | 6 | 6 | 6 | 6 | 7 | 6 | 7 | Alegre          | 13 |    |    | 2   |    | 81   |
| Carlitos | | - | - | 7 | 6 | 6 | 6 | 6 | 6 | 6 | 7 | 6 | | | | | | | | | | | | | | | | | | | | | | | Carlitos        | 11 |    |    |     |    | 56   |
| Marín | | | | | | | | | | | | | | | | | | | | | | | | | 8 | 6 | 5 | 6 | 5 | 6 | 6 | 7 | 6 | 6 | Marín           | 10 |    |    | 2   |    | 61   |
| Navarro | 7 | 6 | 7 | 7 | 6 | | 7 | | 6 | | 7 | 9 | | | | | | | | | | | | | | | | | | | | | | | Navarro         | 9  | 2  |    | 5   | 1  | 62   |
| Carles García | | | | | | | | | | | | | | | 6 | | | | | | | | | | | | | | | | | | 8 | 6 | Carles García   | 3  |    | 1  |     |    | 20   |
| Pitu | | | | | | | | | 6 | | | | | | | | | | | | | | | | | | | | | | | | | | Pitu            | 1  |    |    | 1   |    | 6    |
| Juanan | | | | | | | | | | | | | | | | | | | - | | | | | | | | | | | | | | | | Juanan          | 1  |    |    |     |    | -    |
| PJ:partits jugats, GM:gols marcats, GE:gols encaixats, TG:targetes grogues, TV:targetes vermelles, PS:puntuació Sport \| puntuació \| groga \| groga + groga \| groga + vermella \| vermella \| sanció \| lesió \| baixa \| | PJ:partits jugats, GM:gols marcats, GE:gols encaixats, TG:targetes grogues, TV:targetes vermelles, PS:puntuació Sport \| puntuació \| groga \| groga + groga \| groga + vermella \| vermella \| sanció \| lesió \| baixa \| | PJ:partits jugats, GM:gols marcats, GE:gols encaixats, TG:targetes grogues, TV:targetes vermelles, PS:puntuació Sport \| puntuació \| groga \| groga + groga \| groga + vermella \| vermella \| sanció \| lesió \| baixa \| | PJ:partits jugats, GM:gols marcats, GE:gols encaixats, TG:targetes grogues, TV:targetes vermelles, PS:puntuació Sport \| puntuació \| groga \| groga + groga \| groga + vermella \| vermella \| sanció \| lesió \| baixa \| | PJ:partits jugats, GM:gols marcats, GE:gols encaixats, TG:targetes grogues, TV:targetes vermelles, PS:puntuació Sport \| puntuació \| groga \| groga + groga \| groga + vermella \| vermella \| sanció \| lesió \| baixa \| | PJ:partits jugats, GM:gols marcats, GE:gols encaixats, TG:targetes grogues, TV:targetes vermelles, PS:puntuació Sport \| puntuació \| groga \| groga + groga \| groga + vermella \| vermella \| sanció \| lesió \| baixa \| | PJ:partits jugats, GM:gols marcats, GE:gols encaixats, TG:targetes grogues, TV:targetes vermelles, PS:puntuació Sport \| puntuació \| groga \| groga + groga \| groga + vermella \| vermella \| sanció \| lesió \| baixa \| | PJ:partits jugats, GM:gols marcats, GE:gols encaixats, TG:targetes grogues, TV:targetes vermelles, PS:puntuació Sport \| puntuació \| groga \| groga + groga \| groga + vermella \| vermella \| sanció \| lesió \| baixa \| | PJ:partits jugats, GM:gols marcats, GE:gols encaixats, TG:targetes grogues, TV:targetes vermelles, PS:puntuació Sport \| puntuació \| groga \| groga + groga \| groga + vermella \| vermella \| sanció \| lesió \| baixa \| | PJ:partits jugats, GM:gols marcats, GE:gols encaixats, TG:targetes grogues, TV:targetes vermelles, PS:puntuació Sport \| puntuació \| groga \| groga + groga \| groga + vermella \| vermella \| sanció \| lesió \| baixa \| | PJ:partits jugats, GM:gols marcats, GE:gols encaixats, TG:targetes grogues, TV:targetes vermelles, PS:puntuació Sport \| puntuació \| groga \| groga + groga \| groga + vermella \| vermella \| sanció \| lesió \| baixa \| | PJ:partits jugats, GM:gols marcats, GE:gols encaixats, TG:targetes grogues, TV:targetes vermelles, PS:puntuació Sport \| puntuació \| groga \| groga + groga \| groga + vermella \| vermella \| sanció \| lesió \| baixa \| | PJ:partits jugats, GM:gols marcats, GE:gols encaixats, TG:targetes grogues, TV:targetes vermelles, PS:puntuació Sport \| puntuació \| groga \| groga + groga \| groga + vermella \| vermella \| sanció \| lesió \| baixa \| | PJ:partits jugats, GM:gols marcats, GE:gols encaixats, TG:targetes grogues, TV:targetes vermelles, PS:puntuació Sport \| puntuació \| groga \| groga + groga \| groga + vermella \| vermella \| sanció \| lesió \| baixa \| | PJ:partits jugats, GM:gols marcats, GE:gols encaixats, TG:targetes grogues, TV:targetes vermelles, PS:puntuació Sport \| puntuació \| groga \| groga + groga \| groga + vermella \| vermella \| sanció \| lesió \| baixa \| | PJ:partits jugats, GM:gols marcats, GE:gols encaixats, TG:targetes grogues, TV:targetes vermelles, PS:puntuació Sport \| puntuació \| groga \| groga + groga \| groga + vermella \| vermella \| sanció \| lesió \| baixa \| | PJ:partits jugats, GM:gols marcats, GE:gols encaixats, TG:targetes grogues, TV:targetes vermelles, PS:puntuació Sport \| puntuació \| groga \| groga + groga \| groga + vermella \| vermella \| sanció \| lesió \| baixa \| | PJ:partits jugats, GM:gols marcats, GE:gols encaixats, TG:targetes grogues, TV:targetes vermelles, PS:puntuació Sport \| puntuació \| groga \| groga + groga \| groga + vermella \| vermella \| sanció \| lesió \| baixa \| | PJ:partits jugats, GM:gols marcats, GE:gols encaixats, TG:targetes grogues, TV:targetes vermelles, PS:puntuació Sport \| puntuació \| groga \| groga + groga \| groga + vermella \| vermella \| sanció \| lesió \| baixa \| | PJ:partits jugats, GM:gols marcats, GE:gols encaixats, TG:targetes grogues, TV:targetes vermelles, PS:puntuació Sport \| puntuació \| groga \| groga + groga \| groga + vermella \| vermella \| sanció \| lesió \| baixa \| | PJ:partits jugats, GM:gols marcats, GE:gols encaixats, TG:targetes grogues, TV:targetes vermelles, PS:puntuació Sport \| puntuació \| groga \| groga + groga \| groga + vermella \| vermella \| sanció \| lesió \| baixa \| | PJ:partits jugats, GM:gols marcats, GE:gols encaixats, TG:targetes grogues, TV:targetes vermelles, PS:puntuació Sport \| puntuació \| groga \| groga + groga \| groga + vermella \| vermella \| sanció \| lesió \| baixa \| | PJ:partits jugats, GM:gols marcats, GE:gols encaixats, TG:targetes grogues, TV:targetes vermelles, PS:puntuació Sport \| puntuació \| groga \| groga + groga \| groga + vermella \| vermella \| sanció \| lesió \| baixa \| | PJ:partits jugats, GM:gols marcats, GE:gols encaixats, TG:targetes grogues, TV:targetes vermelles, PS:puntuació Sport \| puntuació \| groga \| groga + groga \| groga + vermella \| vermella \| sanció \| lesió \| baixa \| | PJ:partits jugats, GM:gols marcats, GE:gols encaixats, TG:targetes grogues, TV:targetes vermelles, PS:puntuació Sport \| puntuació \| groga \| groga + groga \| groga + vermella \| vermella \| sanció \| lesió \| baixa \| | PJ:partits jugats, GM:gols marcats, GE:gols encaixats, TG:targetes grogues, TV:targetes vermelles, PS:puntuació Sport \| puntuació \| groga \| groga + groga \| groga + vermella \| vermella \| sanció \| lesió \| baixa \| | PJ:partits jugats, GM:gols marcats, GE:gols encaixats, TG:targetes grogues, TV:targetes vermelles, PS:puntuació Sport \| puntuació \| groga \| groga + groga \| groga + vermella \| vermella \| sanció \| lesió \| baixa \| | PJ:partits jugats, GM:gols marcats, GE:gols encaixats, TG:targetes grogues, TV:targetes vermelles, PS:puntuació Sport \| puntuació \| groga \| groga + groga \| groga + vermella \| vermella \| sanció \| lesió \| baixa \| | PJ:partits jugats, GM:gols marcats, GE:gols encaixats, TG:targetes grogues, TV:targetes vermelles, PS:puntuació Sport \| puntuació \| groga \| groga + groga \| groga + vermella \| vermella \| sanció \| lesió \| baixa \| | PJ:partits jugats, GM:gols marcats, GE:gols encaixats, TG:targetes grogues, TV:targetes vermelles, PS:puntuació Sport \| puntuació \| groga \| groga + groga \| groga + vermella \| vermella \| sanció \| lesió \| baixa \| | PJ:partits jugats, GM:gols marcats, GE:gols encaixats, TG:targetes grogues, TV:targetes vermelles, PS:puntuació Sport \| puntuació \| groga \| groga + groga \| groga + vermella \| vermella \| sanció \| lesió \| baixa \| | PJ:partits jugats, GM:gols marcats, GE:gols encaixats, TG:targetes grogues, TV:targetes vermelles, PS:puntuació Sport \| puntuació \| groga \| groga + groga \| groga + vermella \| vermella \| sanció \| lesió \| baixa \| | PJ:partits jugats, GM:gols marcats, GE:gols encaixats, TG:targetes grogues, TV:targetes vermelles, PS:puntuació Sport \| puntuació \| groga \| groga + groga \| groga + vermella \| vermella \| sanció \| lesió \| baixa \| | PJ:partits jugats, GM:gols marcats, GE:gols encaixats, TG:targetes grogues, TV:targetes vermelles, PS:puntuació Sport \| puntuació \| groga \| groga + groga \| groga + vermella \| vermella \| sanció \| lesió \| baixa \| | PJ:partits jugats, GM:gols marcats, GE:gols encaixats, TG:targetes grogues, TV:targetes vermelles, PS:puntuació Sport \| puntuació \| groga \| groga + groga \| groga + vermella \| vermella \| sanció \| lesió \| baixa \| | En pròpia porta |    | 2  |    |     |    |      |
| PJ:partits jugats, GM:gols marcats, GE:gols encaixats, TG:targetes grogues, TV:targetes vermelles, PS:puntuació Sport \| puntuació \| groga \| groga + groga \| groga + vermella \| vermella \| sanció \| lesió \| baixa \| | PJ:partits jugats, GM:gols marcats, GE:gols encaixats, TG:targetes grogues, TV:targetes vermelles, PS:puntuació Sport \| puntuació \| groga \| groga + groga \| groga + vermella \| vermella \| sanció \| lesió \| baixa \| | PJ:partits jugats, GM:gols marcats, GE:gols encaixats, TG:targetes grogues, TV:targetes vermelles, PS:puntuació Sport \| puntuació \| groga \| groga + groga \| groga + vermella \| vermella \| sanció \| lesió \| baixa \| | PJ:partits jugats, GM:gols marcats, GE:gols encaixats, TG:targetes grogues, TV:targetes vermelles, PS:puntuació Sport \| puntuació \| groga \| groga + groga \| groga + vermella \| vermella \| sanció \| lesió \| baixa \| | PJ:partits jugats, GM:gols marcats, GE:gols encaixats, TG:targetes grogues, TV:targetes vermelles, PS:puntuació Sport \| puntuació \| groga \| groga + groga \| groga + vermella \| vermella \| sanció \| lesió \| baixa \| | PJ:partits jugats, GM:gols marcats, GE:gols encaixats, TG:targetes grogues, TV:targetes vermelles, PS:puntuació Sport \| puntuació \| groga \| groga + groga \| groga + vermella \| vermella \| sanció \| lesió \| baixa \| | PJ:partits jugats, GM:gols marcats, GE:gols encaixats, TG:targetes grogues, TV:targetes vermelles, PS:puntuació Sport \| puntuació \| groga \| groga + groga \| groga + vermella \| vermella \| sanció \| lesió \| baixa \| | PJ:partits jugats, GM:gols marcats, GE:gols encaixats, TG:targetes grogues, TV:targetes vermelles, PS:puntuació Sport \| puntuació \| groga \| groga + groga \| groga + vermella \| vermella \| sanció \| lesió \| baixa \| | PJ:partits jugats, GM:gols marcats, GE:gols encaixats, TG:targetes grogues, TV:targetes vermelles, PS:puntuació Sport \| puntuació \| groga \| groga + groga \| groga + vermella \| vermella \| sanció \| lesió \| baixa \| | PJ:partits jugats, GM:gols marcats, GE:gols encaixats, TG:targetes grogues, TV:targetes vermelles, PS:puntuació Sport \| puntuació \| groga \| groga + groga \| groga + vermella \| vermella \| sanció \| lesió \| baixa \| | PJ:partits jugats, GM:gols marcats, GE:gols encaixats, TG:targetes grogues, TV:targetes vermelles, PS:puntuació Sport \| puntuació \| groga \| groga + groga \| groga + vermella \| vermella \| sanció \| lesió \| baixa \| | PJ:partits jugats, GM:gols marcats, GE:gols encaixats, TG:targetes grogues, TV:targetes vermelles, PS:puntuació Sport \| puntuació \| groga \| groga + groga \| groga + vermella \| vermella \| sanció \| lesió \| baixa \| | PJ:partits jugats, GM:gols marcats, GE:gols encaixats, TG:targetes grogues, TV:targetes vermelles, PS:puntuació Sport \| puntuació \| groga \| groga + groga \| groga + vermella \| vermella \| sanció \| lesió \| baixa \| | PJ:partits jugats, GM:gols marcats, GE:gols encaixats, TG:targetes grogues, TV:targetes vermelles, PS:puntuació Sport \| puntuació \| groga \| groga + groga \| groga + vermella \| vermella \| sanció \| lesió \| baixa \| | PJ:partits jugats, GM:gols marcats, GE:gols encaixats, TG:targetes grogues, TV:targetes vermelles, PS:puntuació Sport \| puntuació \| groga \| groga + groga \| groga + vermella \| vermella \| sanció \| lesió \| baixa \| | PJ:partits jugats, GM:gols marcats, GE:gols encaixats, TG:targetes grogues, TV:targetes vermelles, PS:puntuació Sport \| puntuació \| groga \| groga + groga \| groga + vermella \| vermella \| sanció \| lesió \| baixa \| | PJ:partits jugats, GM:gols marcats, GE:gols encaixats, TG:targetes grogues, TV:targetes vermelles, PS:puntuació Sport \| puntuació \| groga \| groga + groga \| groga + vermella \| vermella \| sanció \| lesió \| baixa \| | PJ:partits jugats, GM:gols marcats, GE:gols encaixats, TG:targetes grogues, TV:targetes vermelles, PS:puntuació Sport \| puntuació \| groga \| groga + groga \| groga + vermella \| vermella \| sanció \| lesió \| baixa \| | PJ:partits jugats, GM:gols marcats, GE:gols encaixats, TG:targetes grogues, TV:targetes vermelles, PS:puntuació Sport \| puntuació \| groga \| groga + groga \| groga + vermella \| vermella \| sanció \| lesió \| baixa \| | PJ:partits jugats, GM:gols marcats, GE:gols encaixats, TG:targetes grogues, TV:targetes vermelles, PS:puntuació Sport \| puntuació \| groga \| groga + groga \| groga + vermella \| vermella \| sanció \| lesió \| baixa \| | PJ:partits jugats, GM:gols marcats, GE:gols encaixats, TG:targetes grogues, TV:targetes vermelles, PS:puntuació Sport \| puntuació \| groga \| groga + groga \| groga + vermella \| vermella \| sanció \| lesió \| baixa \| | PJ:partits jugats, GM:gols marcats, GE:gols encaixats, TG:targetes grogues, TV:targetes vermelles, PS:puntuació Sport \| puntuació \| groga \| groga + groga \| groga + vermella \| vermella \| sanció \| lesió \| baixa \| | PJ:partits jugats, GM:gols marcats, GE:gols encaixats, TG:targetes grogues, TV:targetes vermelles, PS:puntuació Sport \| puntuació \| groga \| groga + groga \| groga + vermella \| vermella \| sanció \| lesió \| baixa \| | PJ:partits jugats, GM:gols marcats, GE:gols encaixats, TG:targetes grogues, TV:targetes vermelles, PS:puntuació Sport \| puntuació \| groga \| groga + groga \| groga + vermella \| vermella \| sanció \| lesió \| baixa \| | PJ:partits jugats, GM:gols marcats, GE:gols encaixats, TG:targetes grogues, TV:targetes vermelles, PS:puntuació Sport \| puntuació \| groga \| groga + groga \| groga + vermella \| vermella \| sanció \| lesió \| baixa \| | PJ:partits jugats, GM:gols marcats, GE:gols encaixats, TG:targetes grogues, TV:targetes vermelles, PS:puntuació Sport \| puntuació \| groga \| groga + groga \| groga + vermella \| vermella \| sanció \| lesió \| baixa \| | PJ:partits jugats, GM:gols marcats, GE:gols encaixats, TG:targetes grogues, TV:targetes vermelles, PS:puntuació Sport \| puntuació \| groga \| groga + groga \| groga + vermella \| vermella \| sanció \| lesió \| baixa \| | PJ:partits jugats, GM:gols marcats, GE:gols encaixats, TG:targetes grogues, TV:targetes vermelles, PS:puntuació Sport \| puntuació \| groga \| groga + groga \| groga + vermella \| vermella \| sanció \| lesió \| baixa \| | PJ:partits jugats, GM:gols marcats, GE:gols encaixats, TG:targetes grogues, TV:targetes vermelles, PS:puntuació Sport \| puntuació \| groga \| groga + groga \| groga + vermella \| vermella \| sanció \| lesió \| baixa \| | PJ:partits jugats, GM:gols marcats, GE:gols encaixats, TG:targetes grogues, TV:targetes vermelles, PS:puntuació Sport \| puntuació \| groga \| groga + groga \| groga + vermella \| vermella \| sanció \| lesió \| baixa \| | PJ:partits jugats, GM:gols marcats, GE:gols encaixats, TG:targetes grogues, TV:targetes vermelles, PS:puntuació Sport \| puntuació \| groga \| groga + groga \| groga + vermella \| vermella \| sanció \| lesió \| baixa \| | PJ:partits jugats, GM:gols marcats, GE:gols encaixats, TG:targetes grogues, TV:targetes vermelles, PS:puntuació Sport \| puntuació \| groga \| groga + groga \| groga + vermella \| vermella \| sanció \| lesió \| baixa \| | PJ:partits jugats, GM:gols marcats, GE:gols encaixats, TG:targetes grogues, TV:targetes vermelles, PS:puntuació Sport \| puntuació \| groga \| groga + groga \| groga + vermella \| vermella \| sanció \| lesió \| baixa \| | PJ:partits jugats, GM:gols marcats, GE:gols encaixats, TG:targetes grogues, TV:targetes vermelles, PS:puntuació Sport \| puntuació \| groga \| groga + groga \| groga + vermella \| vermella \| sanció \| lesió \| baixa \| | PJ:partits jugats, GM:gols marcats, GE:gols encaixats, TG:targetes grogues, TV:targetes vermelles, PS:puntuació Sport \| puntuació \| groga \| groga + groga \| groga + vermella \| vermella \| sanció \| lesió \| baixa \| | Total           |    | 57 | 40 | 130 | 19 | 2950 |
| puntuació | groga | groga + groga | groga + vermella | vermella | sanció | lesió | baixa | | | | | | | | | | | | | | | | | | | | | | | | | | | |                 |    |    |    |     |    |      |

## Resultats i classificacions
| Amistosos |

| 15 agost 2007 | UE Sant Boi de Lluçanès                                                                                | 1 – 3           | EC Granollers | Sant Boi de Lluçanès                   |  |
| 18:00         | Solà 89' (p.) · Parés · Miquel, Quim, Àngel, Solà · David Vall, Subirana, Liki · Lluís, Guillem, Roger | Mundo Deportivo | 21' (p.) 29' Àlex Pérez · 90' Cuadros Allan · Gerard Rosés, Pitu, Lucho, Arnau · Gavilán, Carlos Sánchez, Àlex Pérez, Espada · Carlitos, Fábrega | Municipal · Antonio Carbonero Martín · |  |

| 18 agost 2007 | EC Granollers | 1 – 1                 | AE Prat                                                                                    | Granollers                                   |  |
| 19:00         | Gerard Rosés 84' Allan · Pitu, Vasco, Lucho, Arnau · Carlitos, Carlos Sánchez, Àlex Pérez, Óscar · Fábrega, Carlos López | Mundo Deportivo Sport | 06' Jaco Planagumà · Marçal, Rafa, Navarro, Raúl · Jaime, Jordi, Marc · Marcel, Jaco, Dani | Primer de Maig · Antonio Pinzano Rodríguez · |  |

| 19 agost 2007 | EC Granollers                                                                              | 0 – 0                 | UDA Gramenet B                                                                     | Granollers                                                       |  |
| 19:00         | Allan Navarro, Vasco, Lucho, Arnau Gavilán, Cuadros, Àlex Pérez, Espada Valentín, Carlitos | Mundo Deportivo Sport | Evo Oriol Palencia, Rubén, Jorge, Raúl Simón, Albert, Francis Zabala, Toni, Ferran | Primer de Maig · 300 espectadors · Estanislao Plantada Siurans · |  |

| 22 agost 2007 | EC Granollers                                                                                                  | 1 – 1                 | CF Vilanova | Granollers                                                 |  |
| 20:00         | Fábrega 37' Allan · Pitu, Vasco, Lucho, Arnau · Gavilán, Carlos Sánchez, Óscar, Espada · Fábrega, Carlos López | Mundo Deportivo Sport | 60' Edgar Mario · Caballero, Pipa, Aleix, Valldosera · Ibrahim, Folguera, Gerard Boira · Cano, Josep Maria, Arias | Primer de Maig · 200 espectadors · Jorge Pertegal Méndez · |  |

| 25 agost 2007 | CE Lliçà d'Amunt | 1 – 5 | EC Granollers | Lliçà d'Amunt    |  |
| 19:00         |                  |       |               | Parc del Tenes · |  |

| 26 agost 2007 | UE Sitges | 2 – 2 | EC Granollers | Sitges                             |  |
| 19:00         | Torrents 04' · Xavi Pascual 89' (p.) Rodri · Minga, Andreu, Víctor Ruiz, Carlos Martínez · Colomé, Moreno, Torrents · Vives, Luismi, Morató | Sport | 05' Cuadros · 17' Carlos López Allan · Gerard Rosés, Vasco, Lucho, Arnau · Carlitos, Cuadros, Àlex Pérez, Espada · Valentín, Carlos López | Aiguadolç · Julián Haro Torrijos · |  |

| 30 agost 2007                      | EC Granollers | 5 – 1          | PB Anguera                                                                                | Granollers                              |  |
| 20:00 Inauguració gespa artificial | Gavilán 44' · Espada 65' · Carlos López 67' · Pedro Navarro 71' · Valentín 88' (p.) Carles García · Carlos Sánchez, Pitu, Vasco, Arnau · Gavilán, Cuadros, Àlex Pérez, Óscar · Valentín, Carlos López | Sport El 9 Nou | 80' Raúl · Porcar · Joan, Riki, Marcel, Gerard · Robert, Jordi, Bosch · Josa, Oriol, Raúl | Carrer Girona · Jorge Pertegal Méndez · |  |

| 2 setembre 2007 | UE Cerdanyola de Mataró                                                                                           | 2 – 3 | EC Granollers | Cerdanyola, Mataró                          |  |
| 12:00           | Palanco 53' · Sergio 80' Mario · Miguel, Carles, Serrando, Gerard · Edu, Genís, Alessandro · Dani, Palanco, Isaka | Sport | 40' Pedro Navarro · 61' 88' Fábrega Allan · Navarro, Carlos Sánchez, Vasco, Pitu · Dídac, Cuadros, Espada · Carlitos, Valentín, Carlos López | Camí del Mig · José Manuel Anillo Serrano · |  |

| 5 setembre 2007 | EC Granollers                | 2 – 2    | UDA Gramenet B | Granollers      |  |
| 19:00           | Àlex Pérez 29' · Fábrega 60' | El 9 Nou | 06' · 45'      | Carrer Girona · |  |

| 8 setembre 2007                    | UA Horta           | 2 – 4 | EC Granollers                 | Barri d'Horta, Barcelona |  |
| Gols de Fábrega (2) i Valentín (2) | (1-1) (p.) · (2-1) |       | (0-1) · (2-2) · (2-3) · (2-4) | Feliu i Codina ·         |  |

| Preferent Territorial |

| 15 setembre 2007 | UE Llagostera                                                                                              | 0 – 1                 | EC Granollers | Santa Cristina d'Aro                      |  |
| 18:00 Jornada 1  | Buendía Rubio, Xavi Pérez, Vallejo, Nene Cristian Mora, Álex Almansa, Acín David Costa, Casagran, Quintana | Mundo Deportivo Sport | 74' (p.) Àlex Pérez Allan · Gerard Rosés, Navarro, Vasco, Carlos Sánchez · Gavilán, Cuadros, Àlex Pérez · Espada, Valentín, Carlos López | Municipal · Diego Hernán Ricci González · |  |

| 23 setembre 2007 | EC Granollers | 3 – 2                         | CFA Gironella                                                                                              | Granollers                                  |  |
| 12:15 Jornada 2  | Espada 15' · Óscar 65' · Fábrega 88' Allan · Gerard Rosés, Navarro, Lucho, Carlos Sánchez · Gavilán, Cuadros, Àlex Pérez, Arnau · Espada, Fábrega | Mundo Deportivo Sport Regió 7 | 28' Medina · 39' Mínguez · Abel · Jabardo, Siscu, Raúl, Sibila · Guifré, Ponti, Tibi · Medina, Martí, Dani | Carrer Girona · Antonio Pinzano Rodríguez · |  |

| 30 setembre 2007 | Amer CF                                                                        | 0 – 4                 | EC Granollers | Anglès                               |  |
| 17:00 Jornada 3  | Bustins Llach, Leslie, Vilaró, Costa Carles, Torné, Auguet Faura, Alonso, Beni | Mundo Deportivo Sport | 03' Valentín · 30' (p.) 88' (p.) Àlex Pérez · 64' Navarro · Allan · Gerard Rosés, Navarro, Vasco, Arnau · Óscar, Cuadros, Àlex Pérez · Espada, Valentín, Carlos López | Municipal · Xavier Bertomeu García · |  |

| 7 octubre 2007  | EC Granollers | 2 – 2                 | FC Palau | Granollers                          |  |
| 12:15 Jornada 4 | Fábrega 47' 64' · Allan · Gerard Rosés, Navarro, Vasco, Carlos Sánchez · Óscar, Cuadros, Àlex Pérez · Espada, Fábrega, Carlos López | Mundo Deportivo Sport | 01' Agustín · 95' Peter Pepe · Albert, Miguel, Arguisuelas, Bermejo · Adrián, Cañadillas, Peter · Segovia, Agustín, Pep | Carrer Girona · Sergio Acedo Díaz · |  |

| 13 octubre 2007 | EC Granollers | 1 – 1                 | UE Rubí                                                                                        | Granollers                             |  |
| 19:00 Jornada 5 | Valentín 67' Allan · Gerard Rosés, Vasco, Lucho, Arnau · Gavilán, Cuadros, Àlex Pérez, Óscar · Fábrega, Carlos López | Mundo Deportivo Sport | 24' Fernando Ojeda · Kini, Pol, Andreu, Fran · Cristian, Raúl, Cholo · Jordi, Sergio, Fernando | Carrer Girona · Iván Artacho Cebrián · |  |

| 21 octubre 2007 | CF Ripollet | 1 – 1                 | EC Granollers | Ripollet                          |  |
| 12:15 Jornada 6 | Sergio 65' (p.) Eduard · Albert, Caudevilla, Alberto, Dani · Pep Soler, Mayoral, Sergio · Marc, Edu Marrón, Àlex Ros | Mundo Deportivo Sport | 99' Espada Allan · Gerard Rosés, Vasco, Lucho, Arnau · Gavilán, Carlos Sánchez, Cuadros, Àlex Pérez · Valentín, Carlos López | Municipal · Héctor Robas Bondia · |  |

| 27 octubre 2007 | EC Granollers                                                                             | 0 – 2                 | UE Canovelles                                                                                               | Granollers                             |  |
| 16:30 Jornada 7 | Allan Navarro, Vasco, Lucho, Arnau Espada, Cuadros, Óscar Fábrega, Valentín, Carlos López | Mundo Deportivo Sport | 55' Novo · 76' Piñol Joan · Chus, Salva, Raúl Matito, Gerard · Piñol, José Luis, Berni · Aniceto, Novo, Rai | Carrer Girona · Ramon Molgó Hernando · |  |

| 4 novembre 2007 | CF Parets | 1 – 0                 | EC Granollers                                                                                  | Parets del Vallès                           |  |
| 12:00 Jornada 8 | Quim 90' Oriol · Xavi Alba, Busquets, Guiu, Santi · Jonathan, Ferran Pericas, Alexis · Juan Carlos, Quim, Pol | Mundo Deportivo Sport | Allan Gerard Rosés, Vasco, Lucho, Arnau Gavilán, Cuadros, Àlex Pérez, Óscar Carlitos, Valentín | Josep Seguer i Sans · Joan Conesa Balagué · |  |

| 11 novembre 2007 | EC Granollers | 2 – 2                         | CF Olesa | Granollers                                  |  |
| 12:15 Jornada 9  | Àlex Pérez 26' (p.) · Carlos López 76' (p.) Allan · Gerard Rosés, Navarro, Lucho, Arnau · Óscar, Carlos Sánchez, Àlex Pérez · Espada, Fábrega, Carlos López | Mundo Deportivo Sport Regió 7 | 08' Morón · 71' Raúl Pujol · Francis, Fos, Manolo, Morón · Arturo, Gonzalo, Àlex Martínez · Capilla, Pelegrí, Floren | Carrer Girona · Juan Carlos Blasco Pastor · |  |

| 18 novembre 2007 | UE Vic | 3 – 1                          | EC Granollers | Vic                               |  |
| 17:00 Jornada 10 | Marc Sala 47' · Pacheco 68' · Puigdesens 90' Tarrés · Carrascal, Toni Espiñeira, Ernest, Vaqué · Pacheco, Cesc Pla, Solanas · Marc Sala, Carrasco, Puigdesens | Mundo Deportivo Sport El 9 Nou | 09' Gavilán · Allan · Carlos Sánchez, Vasco, Lucho, Arnau · Gavilán, Espada, Àlex Pérez, Óscar · Fábrega, Carlos López | Municipal · Alfredo Guzmán Ruiz · |  |

| 25 novembre 2007 | EC Granollers | 2 – 1                         | CE Berga                                                                                                   | Granollers                                   |  |
| 12:15 Jornada 11 | Valentín 08' · Navarro 86' Allan · Carlos Sánchez, Vasco, Fitó, Arnau · Gavilán, Espada, Àlex Pérez, Óscar · Valentín, Carlos López | Mundo Deportivo Sport Regió 7 | 02' Viladomat · Asier · Jodar, Garrido, Marmi, Cortizo · Lacalle, Ferro, Viladomat · Litus, Ángel, Noguera | Carrer Girona · Jordi de la Cruz Estalache · |  |

| 2 desembre 2007  | Club Bellavista Milan                                                                    | 0 – 1                 | EC Granollers | Les Franqueses del Vallès                               |  |
| 12:00 Jornada 12 | Jordi Mondéjar Abellán, Romo, Roberto, Sebas Rojas, Idrissa, Teruel, Marcial Gago, Rubén | Mundo Deportivo Sport | 21' Espada Allan · Navarro, Vasco, Fitó, Gerard Rosés · Gavilán, Espada, Àlex Pérez, Óscar · Valentín, Carlos López | Municipal de Corró d'Avall · Ramon Ricard Comella Gil · |  |

| 9 desembre 2007  | EC Granollers | 2 – 0                 | CE Vilassar de Dalt                                                                       | Granollers                                      |  |
| 12:15 Jornada 13 | Valentín 52' · Canario 93' Allan · Gerard Rosés, Vasco, Fitó, Arnau · Gavilán, Espada, Àlex Pérez, Óscar · Valentín, Carlos López | Mundo Deportivo Sport | Cristian Raño August, Emilio, Monti, Molinero Aitor, Guti, Jacobo Bustos, Bricio, Pereira | Carrer Girona · José Vicente Muñoz Montenegro · |  |

| 16 desembre 2007 | UD Taradell | 2 – 3                          | EC Granollers | Taradell                            |  |
| 12:00 Jornada 14 | Canó 09' · Edu Morató 78' · David · Morcillo, Parcet, Pujadas, Oriol Dot · Jordi Morató, Ortiz, Canó · Marcel, Valls, Mane | Mundo Deportivo Sport El 9 Nou | 34' Valentín · 39' Carlos López · 87' (p.) Àlex Pérez Allan · Gerard Rosés, Vasco, Fitó, Arnau · Gavilán, Espada, Àlex Pérez, Óscar · Valentín, Carlos López | La Roureda · Diego Zapata Sánchez · |  |

| 23 desembre 2007 | EC Granollers | 3 – 0                          | FC Sant Cugat Esport                                                                    | Granollers                          |  |
| 12:15 Jornada 15 | Espada 12' · Carlos López 27' · Lucho 88' Carles García · Gerard Rosés, Vasco, Fitó, Arnau · Óscar, Espada, Àlex Pérez · Fábrega, Valentín, Carlos López | Mundo Deportivo Sport El 9 Nou | Gerard Joan Gómez, Alberto, Jordi, Cèsar Edu, Marc Fonts, Nando Txema, Miguelito, Bòria | Carrer Girona · Daniel Díaz Luque · |  |

| 13 gener 2008    | CF Lloret                                                                                            | 1 – 0                 | EC Granollers                                                                                    | Lloret de Mar                                     |  |
| 12:00 Jornada 16 | Peke 70' Toni · Valls, Poderoso, Marc Soler, Manel Pujades · Martí, Petete, Peke · Kiko, Oriol, Saúl | Mundo Deportivo Sport | Allan Gerard Rosés, Vasco, Fitó, Arnau Óscar, Espada, Àlex Pérez Fábrega, Valentín, Carlos López | Camp Municipal d'Esports · Jan Nubiola Remolins · |  |

| 20 gener 2008    | EC Granollers | 2 – 1                 | FC L'Escala                                                                                          | Granollers                                |  |
| 12:15 Jornada 17 | Valentín 01' · Fábrega 91' Allan · Gerard Rosés, Vasco, Lucho, Arnau · Gavilán, Óscar, Àlex Pérez · Fábrega, Valentín, Carlos López | Mundo Deportivo Sport | 19' Garro · Rafa · Pipo, Rafa Pérez, Chino, Sebas · Garro, Diego, Dambar · Tissera, Camacho, Agustín | Carrer Girona · Álvaro García Chavarría · |  |

| 27 gener 2008    | EC Granollers | 1 – 1                 | UE Llagostera                                                                                    | Granollers                               |  |
| 12:15 Jornada 18 | Carlos López 37' Allan · Gerard Rosés, Vasco, Lucho, Arnau · Óscar, Dídac, Àlex Pérez · Fábrega, Valentín, Carlos López | Mundo Deportivo Sport | 57' Acín Buendía · Rubio, Pau, Nene, Vallejo · Acín, Ubach, Patri · Oriol, David Costa, Casagran | Carrer Girona · Jordi Molina Fernández · |  |

| 3 febrer 2008                                                                                         | CFA Gironella                                                                                                  | 1 – 5                                                                | EC Granollers | Gironella                                                                           |  |
| 16:00 Suspès per incidents al descans i reprès a porta tancada el 20 de febrer a les 20:00 Jornada 19 | Marc Moreno 39' · Abel · Pol, Siscu, Ferran, Marc Moreno · Manu, Raúl, Oriol Dot · Ponti, Guifré, Dani Mínguez | Mundo Deportivo Sport (1) Regió 7 (1) Sport (2) El 9 Nou Regió 7 (2) | 45+3' (p.) Àlex Pérez · 70' Carlos López · 78' 82' Espada · 87' Valentín Allan · Gerard Rosés, Vasco, Lucho, Arnau · Óscar, Dídac, Àlex Pérez · Espada, Valentín, Carlos López | Municipal · (1a part) David Congost Larrosa · (2a part) Antonio Pinzano Rodríguez · |  |

| 10 febrer 2008   | EC Granollers | 3 – 1                 | Amer CF                                                                                             | Granollers                                        |  |
| 12:15 Jornada 20 | Carlos López 52' 54' (p.) · Canario 84' Allan · Gerard Rosés, Fitó, Lucho, Arnau · Dídac, Cuadros, Óscar · Espada, Valentín, Carlos López | Mundo Deportivo Sport | 43' Òscar · Bustins · Beni, Faura, Teixidor, Costa · Garcés, Gari, Alonso · Leslie, Pujolràs, Òscar | Carrer Girona · José Antonio Martín-Romo Parejo · |  |

| 17 febrer 2008   | FC Palau | 1 – 2                 | EC Granollers | Palau Solità i Plegamans                |  |
| 12:00 Jornada 21 | Cadmo 93' · Pepe · Marc Ortiz, Dioni, Arguisuelas, Miguel · Víctor, Butra, Albert Martínez · Marc Domènech, Cadmo, Pep | Mundo Deportivo Sport | 33' Espada · 65' Fábrega Allan · Canario, Vasco, Lucho, Arnau · Dídac, Cuadros, Óscar · Espada, Fábrega, Carlos López | Camp de la Riera · Carles Bayón Martí · |  |

| 24 febrer 2008   | UE Rubí | 2 – 2                 | EC Granollers | Rubí                                |  |
| 12:00 Jornada 22 | Raúl 03' · Villanueva 11' Pablo · Kiki, Ismael, André, Fran Fuentes · Roca, Pol, Fernando · Cholo, Villanueva, Raúl | Mundo Deportivo Sport | 18' Espada · 32' Lucho Allan · Canario, Vasco, Lucho, Arnau · Gavilán, Cuadros, Óscar · Espada, Valentín, Carlos López | Can Rosés · Martí Huertas Vázquez · |  |

| 2 març 2008      | EC Granollers | 2 – 3                 | CF Ripollet | Granollers                                 |  |
| 12:15 Jornada 23 | Gavilán 15' · Fábrega 82' Allan · Alegre, Vasco, Lucho, Arnau · Gavilán, Cuadros, Dídac, Óscar · Fábrega, Carlos López | Mundo Deportivo Sport | 11' 78' 90' Edu Marrón · Yeste · Sierra, Dani, Àlex Ros, Gerard · Pedro, Mayoral, Caña · Marc Gomà, Edu Marrón, Chiqui | Carrer Girona · Moisés Vizcarro Caparrós · |  |

| 9 març 2008      | UE Canovelles | 3 – 1                 | EC Granollers | Canovelles                        |  |
| 16:30 Jornada 24 | Berni 26' (p.) 35' (p.) · Toro 94' Estudillo · Jonathan, Salva, Raúl Matito, Gerard · Aniceto, José Luis, Berni · Julián, Novo, Rai | Mundo Deportivo Sport | 53' (p.p.) Salva · Allan · Alegre, Fitó, Lucho, Arnau · Gavilán, Cuadros, Óscar · Espada, Valentín, Carlos López | Municipal · Manuel Baños Martín · |  |

| 16 març 2008     | EC Granollers | 3 – 1                 | CF Parets                                                                                                | Granollers                              |  |
| 12:15 Jornada 25 | Espada 13' · Valentín 19' 65' Allan · Alegre, Marín, Lucho, Arnau · Gavilán, Àlex Pérez, Óscar · Espada, Valentín, Carlos López | Mundo Deportivo Sport | 90' Alexis · Oriol · Fran, Busquets, Miguel Ángel, Santi · Quim, Isaac, Pol · Juan Carlos, Gago, Carreño | Carrer Girona · Òscar Sauleda Torrent · |  |

| 30 març 2008     | CF Olesa | 1 – 0                         | EC Granollers                                                                                  | Olesa de Montserrat                      |  |
| 16:30 Jornada 26 | Rafa Bellés 28' Pujol · Capilla, Fos, Manolo, Rafa Bellés · Arturo, Morón, Àlex Martínez · Durán, Alberto, Condis | Mundo Deportivo Sport Regió 7 | Allan Alegre, Fitó, Lucho, Arnau Gerard Rosés, Marín, Àlex Pérez, Óscar Valentín, Carlos López | Les Planes · Manuel Carlos Baena Gómez · |  |

| 6 abril 2008     | EC Granollers                                                                              | 0 – 2                 | UE Vic | Granollers                             |  |
| 12:15 Jornada 27 | Allan Alegre, Marín, Lucho, Arnau Espada, Fitó, Àlex Pérez Fábrega, Valentín, Carlos López | Mundo Deportivo Sport | 44' Mario · 88' Joanet Tarrés · Pla, Ernest, Toni Espiñeira, Roger Casas · Rubén, Carrasco, Marc Sala · Rodri, Mario, Puigdesens | Carrer Girona · Albert Ávalos Martos · |  |

| 13 abril 2008    | CE Berga                                                                                               | 1 – 2                         | EC Granollers | Berga                                 |  |
| 16:30 Jornada 28 | Lacalle 09' · Asier · Jódar, Garrós, Cortizo, Garrido · Lacalle, Christian, Ferro · Pau, Sisa, Barcons | Mundo Deportivo Sport Regió 7 | 11' Canario · 15' (p.p.) Garrós Allan · Alegre, Marín, Lucho, Arnau · Óscar, Fitó, Àlex Pérez · Canario, Valentín, Carlos López | Municipal · Miguel Escalera Aguilar · |  |

| 20 abril 2008 | EC Granollers | 1 – 2                                                         | Club Bellavista Milan | Granollers                                  |  |
| 12:15 Suspès al minut 77 per invasió de camp dels afeccionats visitants i reprès a porta tancada el 7 de maig a les 22:00 Jornada 29 | Carlos López 70' (p.) · Allan · Alegre, Marín, Lucho, Arnau · Óscar, Fitó, Àlex Pérez · Canario, Valentín, Carlos López | Mundo Deportivo Sport (1) El 9 Nou (1) Sport (2) El 9 Nou (2) | 34' Ezequiel · 93' (p.) Marcial Jordi Mondéjar · Abellán, Romo, Héctor, Sebas · Rojas, Idrissa, Teruel, Marcial · Dani, Ezequiel | Carrer Girona · David Rodríguez Carballas · |  |

| 27 abril 2008    | CE Vilassar de Dalt                                                                                        | 1 – 0                 | EC Granollers                                                                                | Vilassar de Dalt                     |  |
| 17:00 Jornada 30 | agost 31' Cristian Raño · Rueda, De la Cruz, Monti, Emilio · Jacobo, Dani, Bricio · August, Aliou, Pereira | Mundo Deportivo Sport | Allan Alegre, Marín, Lucho, Arnau Óscar, Cuadros, Àlex Pérez Canario, Valentín, Carlos López | Vallmorena · David Pinel Fernández · |  |

| 4 maig 2008      | EC Granollers | 2 – 0                          | UD Taradell                                                                                          | Granollers                                    |  |
| 12:15 Jornada 31 | Dídac 53' · Carlos Sánchez 84' Allan · Alegre, Marín, Fitó, Arnau · Óscar, Cuadros, Dídac · Canario, Fábrega, Carlos López | Mundo Deportivo Sport El 9 Nou | David Morcillo, Parcet, Xevi Ochoa, Oriol Dot Jordi Morató, Edu Morató, Solà Mane, Marcel, Serrabasa | Carrer Girona · Ángel González Pleguezuelos · |  |

| 11 maig 2008     | FC Sant Cugat Esport                                                                          | 0 – 1                 | EC Granollers | Sant Cugat del Vallès                  |  |
| 12:00 Jornada 32 | Gerard Joan Gómez, Cristian Gómez, César, Ilzarbe Edu, Javi, Nando Oriol, Jorge, Marc Carreño | Mundo Deportivo Sport | 85' Carlos López Allan · Alegre, Vasco, Marín, Arnau · Óscar, Carlos Sánchez, Dídac · Espada, Fábrega, Carlos López | Jaume Tubau · Ricard Llopart Palomar · |  |

| 18 maig 2008     | EC Granollers | 3 – 0                 | CF Lloret                                                                               | Granollers                                  |  |
| 12:15 Jornada 33 | Fábrega 29' 30' · Àlex Pérez 91' Allan · Alegre, Vasco, Marín, Arnau · Gavilán, Carlos Sánchez, Dídac, Óscar · Canario, Fábrega | Mundo Deportivo Sport | Serafín Poderoso, Héctor, George, Martín Batllosera, Petete, Peke Marcos, Antonio, Álex | Carrer Girona · Francesc Martorell Robert · |  |

| 25 maig 2008     | FC L'Escala                                                                                 | 1 – 1                 | EC Granollers | L'Escala                           |  |
| 12:00 Jornada 34 | Meza 82' Eric · Linares, Pipo, Enzo, Pablo · Tissera, Miguel, Olano · Dambar, Memo, Agustín | Mundo Deportivo Sport | 83' Valentín Carles García · Alegre, Vasco, Fitó, Carlos Sánchez · Óscar, Cuadros, Dídac, Àlex Pérez · Canario, Fábrega | Municipal · Julián Haro Torrijos · |  |

| Posició | J  | G  | E | P  | GF | GC | DG | Punts |
| ------- | -- | -- | - | -- | -- | -- | -- | ----- |
| 5è      | 34 | 17 | 7 | 10 | 57 | 40 | 17 | 58    |